# Basisonderwijs

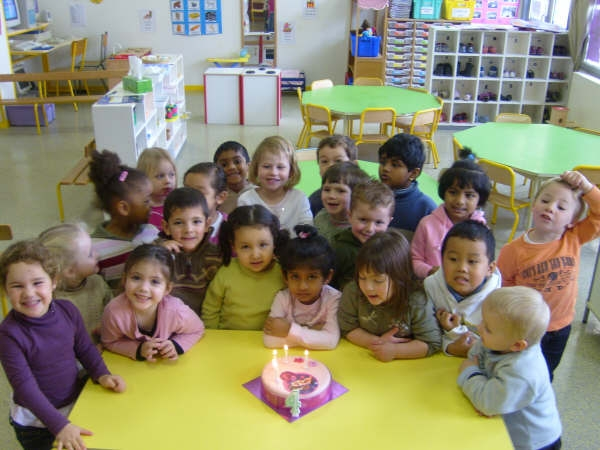
Kinderen in het eerste jaar van het basisonderwijs in Parijs.

Met basisonderwijs of primair onderwijs wordt het onderwijs bedoeld aan kinderen in de leeftijd van ongeveer vier jaar tot twaalf jaar (soms tot 13 of 14 jaar). In de meeste ontwikkelde landen is het basisonderwijs verplicht via de leerplicht. In het basisonderwijs worden elementaire zaken onderwezen als rekenen en taal. Het basisonderwijs heeft daarmee een belangrijke functie in het voorkomen van analfabetisme. Het recht op basisonderwijs is opgenomen als artikel 26 van de Universele Verklaring van de Rechten van de Mens.

## Basisonderwijs in Nederland
Het basisonderwijs in Nederland is in 1985 ontstaan toen de lagere school en de kleuterschool werden samengevoegd tot de basisschool. Kleuteronderwijs maakt nu deel uit van het basisonderwijs. Naast de gewone basisscholen bestaan speciale basisscholen (het speciaal basisonderwijs) voor kinderen die om de een of andere reden niet het gewone onderwijs kunnen volgen. Na het (speciaal) basisonderwijs gaan kinderen naar het (speciaal) voortgezet onderwijs.

## Basisonderwijs in Vlaanderen
Kleuter- en lager onderwijs vormen samen het basisonderwijs in de Vlaamse Gemeenschap. Uitsluitend scholen waarin zowel kleuter- als lager onderwijs wordt georganiseerd, mogen zich basisscholen noemen.